# Li Zicheng
Li Zicheng (22 settembre 1606 – Shaanxi, 1645) fu imperatore della Cina, unico regnante dell'effimera dinastia Shun.

## Biografia
Li nacque nel distretto di Mizhi (米脂縣), a Yan'an, durante l'ultimo periodo di regno della dinastia Ming. Inizialmente pastore di professione, iniziò ad imparare ad andare a cavallo ed a tirare con l'arco già dall'età di 20 anni lavorando successivamente sia in un negozio di vini che presso un fabbro.
Secondo la cultura popolare, nel 1630, Li venne posto alla pubblica gogna perché non aveva pagato i propri debiti ad un magistrato pubblico usuraio, Ai. Quest'ultimo in particolare si era attirato l'odio popolare quando aveva colpito una guardia che aveva offerto a Li un po' di acqua, e fu così che un gruppo di contadini lo liberò proclamandolo loro capo. I contadini erano però armati solo di bastoni, ma Li riuscì ad assaltare un gruppo di armati inviati per arrestarlo, ottenendo così le loro prime vere armi.
Nello stesso tempo, la regione di Shanxi venne colpita da una grande carestia e la popolazione si risentì con il governo dei Ming, totalmente indifferente al fatto. Nel giro di tre anni, sfruttando anche occasioni come questa, Li riuscì a raccogliere dalla sua parte 20.000 persone, con i quali attaccò ed uccise i principali magistrati della regione come Sun Chuanting, e altri nelle province di Henan, Shanxi e Shaanxi. Li divenne noto col soprannome di "Dashing King" (闖王).
Li promosse lo slogan "dividere la terra equamente ed abolire la tassa sul grano" che ebbe molto successo tra i contadini.
L'inondazione del 1642 causata dallo straripamento del Fiume Giallo pose fine tragicamente all'assedio di Kaifeng ed uccise 300000 dei 378000 residenti. Dopo le battaglie di Luoyang e Kaifeng, il governo Ming non era stato ancora in grado di fermare l'avanzata della ribellione di Li dal momento che gran parte dell'esercito era impegnato a nord contro i nemici della Manciuria che avevano sfruttato l'occasione per attaccare l'Impero cinese. Li si dichiarò Imperatore di una nuova dinastia, la dinastia Shun a Xi'an, Shaanxi.
Nell'aprile 1644, i ribelli saccheggiarono la capitale Ming di Pechino, e l'Imperatore Chongzhen si suicidò con la figlia. Li venne a quel punto accettato a tutti gli effetti come nuovo imperatore della Cina. Dopo che le armate di Li vennero sconfitte il 27 maggio 1644 nella Battaglia di Shanhai dalle forze combinate del generale Wu Sangui e della Manciuria, Li si spostò alla sua base di Shaanxi abbandonando Pechino. Dopo un gran numero di sconfitte, Li scomparve misteriosamente all'età di 40 anni. Alcuni suggeriscono che si fosse suicidato impiccandosi mentre altri sostengono che sia stato ucciso durante la sua fuga. Secondo una tradizione popolare Li sarebbe riuscito a scappare divenendo poi monaco per il resto della sua vita.